# Friedrich Radszuweit
Friedrich Radszuweit (15 de abril de 1876 en Königsberg - 15 de marzo de 1932 en Berlín) fue un empresario, editor y autor alemán, conocido por su importancia dentro del primer movimiento homosexual alemán.

## Vida

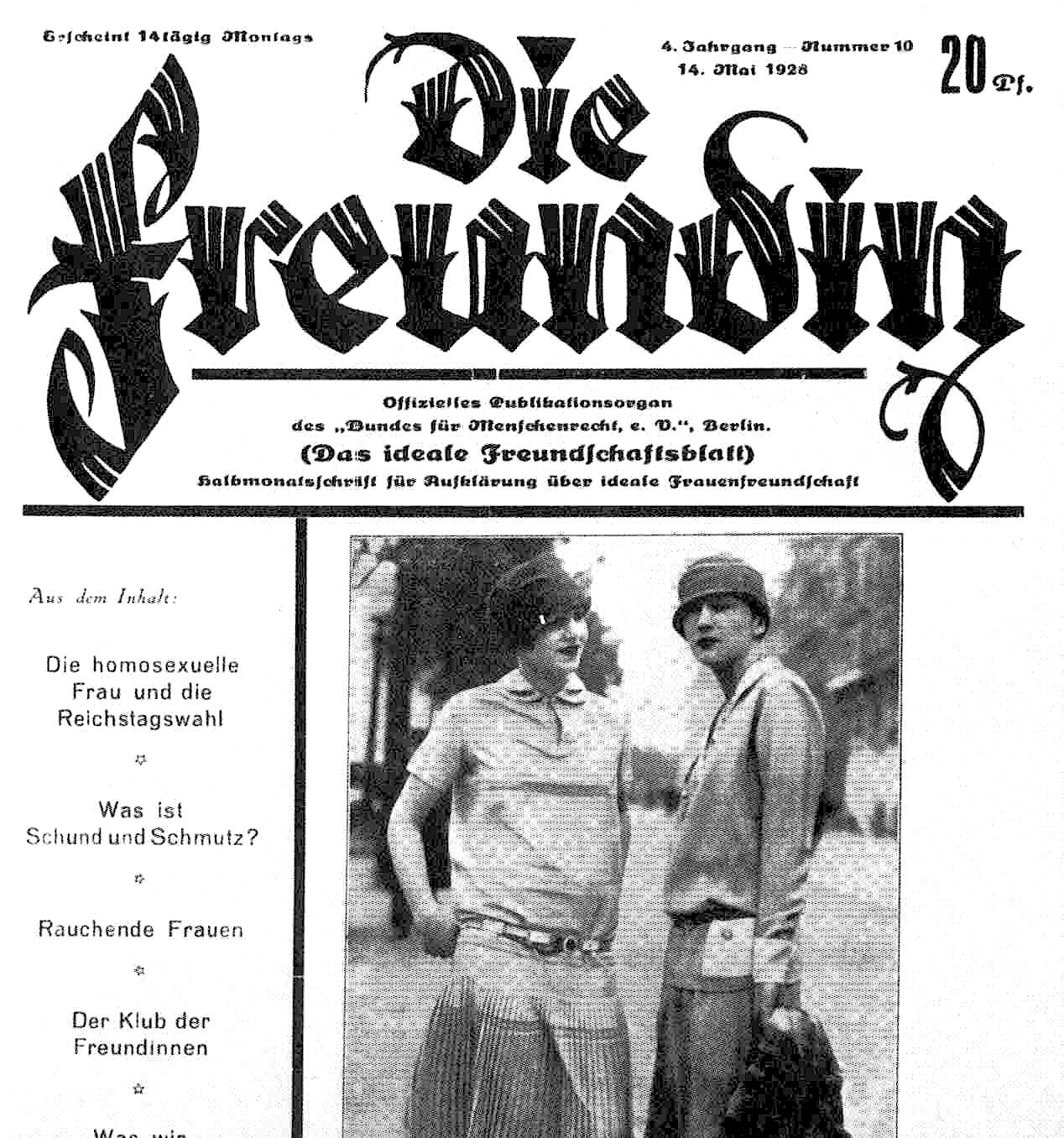
Edición de la revista lésbica alemana Die Freundin (La amiga), 1928.

Radszuweit abrió en 1901 una tienda para moda femenina. Fundó en 1923 la asociación Bund für Menschenrecht E.V. (BfM; Liga por los Derechos Humanos), de la que fue elegido presidente. La asociación defendía los derechos de personas homosexuales y luchaba por la eliminación del artículo 175 del código penal alemán, que convertía en ilegal las relaciones sexuales voluntarias entre hombres adultos. 
Radszuweit creó una editorial que de 1923 a 1933 publicó la revista Blätter für Menschenrecht (Hojas para los Derechos Humanos). Su editorial publicó libros de temas homosexuales y fotografías de desnudos. Además, la editorial de Radszuweit publicó los primeros discos de vinilo con canciones de temática homosexual (como por ejemplo, la canción de Bruno Balz y Erwin Neuber Bubi laß uns Freunde sein, 'Bubi, dejanos ser amigos'). Otras revistas publicadas por él fueron 
Die Insel, Magazin der Einsamen (1926–1931), Das dritte Geschlecht (revista) (solo cuatro números: 1930/1931) y como primicia mundial, la revista Die Freundin (La amiga), Wochenschrift für ideale Frauenfreundschaft, la revista semanal para la amistad femenina ideal.
Radszuweit escribió varias novelas de éxito, como Männer zu verkaufen (Hombres a la venta), Ledige Frauen (Mujeres solteras), Die Symphonie des Eros (La sinfonía del Eros) y Paul Tritzkis Lebensweg (El camino vital de Paul Tritzkis). 
En 1927 repartió entre los parlamentarios de la República de Weimar un llamamiento para la reforma del §175. En 1932, Radszuweit murió de tuberculosis. Su único heredero fue Martin Butzkow, que había adoptado anteriormente.

## Obra
- Männer zu verkaufen, Leipzig, Lipsia-Verlag, 1932, sexta edición
- Ledige Frauen, Berlín, 1928–1929
- Die Symphonie des Eros, Berlin-Pankow, Kaiser Friedrich-Str. 1, 1925
- Paul Tritzkis Lebensweg, Berlin-Pankow, Kaiser-Friedrich-Str. 1, Orplid-Verlag, 1924